# Астория (Орегон)
Астория (англ. Astoria) — город и центр округа Клэтсоп, расположенный на северо-западе Соединённых Штатов, возле устья реки Колумбия в штате Орегон, и назван в честь американского инвестора Джона Джекоба Астора. Его меховая компания основала форт Астория на месте современного города в 1811 году. Астория была зарегистрирована законодательным собранием Орегона 20 октября 1876 года.
Располагаясь на южном берегу Колумбии, город служил также глубоководным портом. Транспортная система Астории включает в себя местный аэропорт с Route 30 и Route 101 в качестве главных шоссе, а также мост Астория — Меглер через реку Колумбия длиной 6,8 км, соединяющий город со штатом Вашингтон на другой стороне реки. Согласно переписи 2010 года население Астории составляет 9477 человек.

## История
Экспедиция Льюиса и Кларка провела зиму 1805—1806 гг. в форте Клэтсоп, небольшом бревенчатом сооружении к юго-западу от современной Астории. Участники экспедиции надеялись, что придёт корабль, который забрал бы их обратно на восток, но взамен им пришлось пережить холодную и дождливую местную зиму, после чего они вернулись обратно тем же путём что и пришли. В настоящее время тот форт был реконструирован и является теперь национальным монументом.
В 1811 году экспедиция Тихоокеанской меховой компании Джона Джекоба Астора основала форт Астория как основной пункт для торговли мехом на Северо-Западе, который оказался к тому же первым постоянным поселением США на тихоокеанском побережье. Это был очень важный пост для дальнейшего исследования континента, а также имевший влияние при выдвижении США претензий на окружающие земли. Строительство форта Астория велось в 1811 году.
Британский исследователь Дэвид Томпсон был первым европейцем, кто проплыл реку Колумбия по всей её длине в 1811 году и достиг частично построенного форта Астория возле устья реки.
Тихоокеанская меховая компания вскоре обанкротилась, после этого и форт, и права на торговлю пушниной были проданы англичанам в 1813 году. Которые владели им до прокладки в эти места Орегонского пути и прихода американских поселенцев с востока в середине 1840-х годов. Англо-американская конвенция 1818 года устанавливала американо-британское совладение на эти земли. В 1846 году Орегонский договор положил конец спору о границе Орегона, вместе с ним Британия теряла все права на земли, расположенные к югу от 49-й параллели.
Вместе с развитием и все большим заселением территории Орегон, Астория развивалась как портовый город в устье крупной реки, что обеспечивало наиболее лёгкий доступ во внутренние районы страны. Первое отделение почты к западу от Скалистых гор было открыто в Астории в 1847 году, а в 1876 году город был зарегистрирован штатом.
Начиная с конца 19-го века Астория принимала у себя множество иммигрантов, это были поселенцы из Северной Европы, преимущественно финны, а также китайцы, которые вскоре стали значительной частью населения города. В 1883 и 1922 годах центр Астории уничтожался пожарами, одной из причин этого было то, что большинство строений города были деревянными и к тому же стояли на сваях над болотистым грунтом. Даже после первого пожара, этот тип построек продолжал использоваться, а во время второго пожара пламя также быстро распространилось вокруг, но при разрушении улиц была повреждена система водоснабжения, из-за чего тушение огня стало затруднительным. Поэтому некоторые жители города использовали динамит, взрывая им целые здания чтобы остановить продвижение огня.
Астория служила портом более века и остаётся торговым центром нижнего бассейна реки Колумбия, хотя её давно уже затмили Портленд (Орегон) и Сиэтл, штат Вашингтон, как крупные экономические центры на побережье Тихоокеанского Северо-запада. Экономика Астории была сосредоточена на рыболовстве, переработке рыбы и торговле лесоматериалами. Мост Астория — Меглер был открыт в 1966 году, это помогло продлить шоссе Route 101 и связать Асторию со штатом Вашингтон на другой стороне Колумбии, отказавшись от паромов.
В настоящее время основами экономики города являются туризм и лёгкая промышленность. Начиная с 1982 года порт Астории принимает круизные суда, а реконструкция пирса под такой тип судов обошёлся городу в 10 млн долларов.
Одной из популярных достопримечательностей города является колонна Астория, она представляет собой башню 38 метров высотой, построенную на вершине холма Coxcomb над городом, и имеет внутреннюю винтовую лестницу, позволяющую посетителям подняться в смотровую площадку на вершине башни, где можно увидеть панорамный вид города, окружающие земли, и реку Колумбию, впадающую в Тихий океан.

## География
Согласно данным бюро статистики США, город занимает общую площадь 27 км², из которых 15,8 км² приходится на сушу и 11.7 км² — на водные ресурсы. Всего 42,18 % общей площади города занято водой.

### Климат
Астория расположена в зоне океанического климата, типичного для северо-западного тихоокеанского побережья США (Cfb согласно классификации климата Кёппена), с очень мягким температурным режимом в течение всего года, который является одним из самых ровных в континентальных штатах, зима в городе достаточно мягкая для такой широты, с температурами преимущественно выше 0 °C даже ночью и с высокой влажностью. Лето обычно прохладное, хотя возможны кратковременные антициклоны, приносящие жаркую погоду. Наиболее дождливая погода наблюдается в Астории поздней осенью и зимой, а самая сухая в середине-конце лета. Снегопады в городе относительно редкое явление.
Ежегодно в Астории наблюдается около 0,5 дней с максимальной температурой 32 °C и выше, и в среднем 34,3 дня с минимальной температурой около или ниже отметки замерзания. Самая высокая температура была зарегистрирована 1 июля 1942 года и составила 38 °C, а самая низкая 8 декабря 1972 достигла −14 °C.
Количество дней с осадками в среднем — 194 в год. Самым влажным был 1950 год, когда выпало 2879 мм осадков, а самый сухой 1985 с 1056 мм. Наибольшее количество осадков в месяц было в декабре 1933 года — 916 мм, а в сутки 25 ноября 1998—141 мм. Наиболее сильный снегопад за месяц был в январе 1950 года, когда выпало 680 мм снега.
| Показатель                    | Янв. | Фев. | Март | Апр. | Май  | Июнь | Июль | Авг. | Сен. | Окт. | Нояб. | Дек. | Год  |
| ----------------------------- | ---- | ---- | ---- | ---- | ---- | ---- | ---- | ---- | ---- | ---- | ----- | ---- | ---- |
| Средний суточный максимум, °C | 8,9  | 10,4 | 11,8 | 13,4 | 15,6 | 17,6 | 19,6 | 20,2 | 19,7 | 16,1 | 11,7  | 9,1  | 14,5 |
| Средний суточный минимум, °C  | 2,6  | 3,1  | 3,7  | 4,9  | 7,4  | 9,9  | 11,6 | 11,8 | 9,7  | 6,7  | 4,5   | 2,8  | 6,6  |
| Норма осадков, мм             | 244  | 200  | 187  | 125  | 83   | 65   | 30   | 31   | 66   | 143  | 267   | 264  | 1705 |
| Источник: NOAA                |      |      |      |      |      |      |      |      |      |      |       |      |      |

## Население
Согласно данным переписи населения США 2000 года в Астории проживало 9813 человек, в том числе было 4235 домашних хозяйств и 2469 семей. Плотность населения города составляла 617,1 чел/км².
Расовый состав населения Астории был следующий:
- белые — 91,08 %
- афроамериканцы — 0,52 %
- американские индейцы — 1,14 %,
- азиаты — 1,94 %,
- гавайцы — 0,19 %,
- латиноамериканцы — 5,98 %,
- лица других рас — 2,67 %
- лица, имеющие две или более рас — 2,46 %

14,2 % населения имело немецкое происхождение, 11,4 % ирландское, 10,2 % английское, 8,3 % американское, 6,1 % финское, 5,6 % норвежское, и 5,4 % шотландское происхождение в соответствии с данными переписи.
Возрастной состав населения города: до 18 лет — 24,0 %, 18-24 года — 9,1 %, 25-44 года — 26,4 %, 45-64 года — 24,5 % и 15,9 % — 65 лет и старше. Средний возраст жителей Астории составлял 38 лет. На каждые 100 женщин приходилось 92,3 мужчин. На каждые 100 женщин 18 лет и старше было 89,9 мужчин.
Средний годовой доход домохозяйства в городе составлял $33 011, а средний доход семьи — $41 446. Средний доход мужчин $29 813 против $22 141 у женщин. Доход на душу населения в городе на дату переписи был $18 759. Около 11,6 % семей и 15,9 % от всего населения проживало на доходы ниже прожиточного минимума, из них 22,0 % лица, не достигшие 18-летнего возраста, и 9,6 % жители в возрасте 65 лет или старше.

## Города-побратимы
- Вальдорф, Германия[7]